# 박희태
박희태(朴熺太, 1938년 8월 9일~)는 대한민국의 정치인으로, 제13·14·15·16·17·18대 국회의원이다. 제18대 국회에서 후반기 국회의장을 지냈다.

## 학력
- 이동국민학교 졸업
- 남해중학교 졸업
- 1957년 경남고등학교 졸업
- 1961년 서울대학교 법과대학 학사
- 1987년 건국대학교 대학원 법학 박사

## 생애
박희태 선생은 1938년 8월 9일 일제강점기 조선 경상남도 남해군에서 태어났다. 1958년에 서울대학교 법학과를 졸업하였으며, 제13회 고등고시 사법과에 합격한 이후 오랫동안 검사로 재직하였다. 제13대 총선에서 민주정의당의 공천을 받아 경남 남해군·하동군에 출마하여 당선되며 정계에 입문하였다.
1993년에 문민정부의 초대 법무부 장관으로 임명되었으나 이중국적을 가진 차녀가 이화여자대학교에 특례입학 혜택을 받았던 사실이 논란의 대상이 되어 10일 만에 사직하였다. 초선 의원 때인 1988년부터 민주정의당의 대변인을 맡았고 4년 3개월 동안 대변인을 계속하였다. 5선을 기록한 한나라당의 대표적인 중진 의원으로 이름을 알렸다.
2008년에 실시된 제18대 총선에서 한나라당 지도부와의 갈등으로 공천을 받지 못했지만, 그해 7월 3일에 한나라당 전당대회에서 정몽준을 제치고 한나라당 대표에 선출되었다. 이듬해 9월 7일에 실세된 경남 양산시 보궐선거 출마를 선언하고 당 대표직을 사퇴하였다. 당시 민주당이 내세운 친노 후보 송인배에게 고전하다 4.1% 차이로 가까스로 당선되었다. 2010년에는 제18대 후반기 국회의장으로 선출되었다.

## 경력
- 제13회 고등고시 사법과 합격
- 청주지방검찰청 검사
- 법무부 검사
- 서울지방검찰청 검사
- 부산지방검찰청 검사
- 서울지방검찰청 검사
- 대검찰청 특별수사부 제1과장
- 대구고등검찰청 검사
- 법무부 검찰 제3과장
- 법무부 송무1과장
- 서울지방검찰청 동부지청 부장검사
- 서울지방검찰청 남부지청 차장검사
- 대검찰청 공판송무부장
- 법무부 출입국관리국장
- 제28대 춘천지방검찰청 검사장
- 제29대 대전지방검찰청 검사장
- 제28대 부산지방검찰청 검사장
- 초대 부산고등검찰청 검사장
- 민주정의당 대변인
- 민주자유당 대변인
- 제42대 법무부 장관
- 제14대 국회 전반기 정치관계법심의특별위원회 간사
- 법률구조공단 이사
- 제14대 국회 후반기 법제사법위원회 위원장
- 신한국당 원내총무
- 제15대 국회 전반기 국회운영위원회 위원장
- 신한국당 당무위원
- 한나라당 부총재
- 한나라당 원내총무
- 한나라당 수석최고위원
- 한나라당 대표최고위원 권한대행
- 제17대 국회 전반기 국회부의장
- 제17대 대통령 선거 한나라당 이명박 대통령 경선후보 캠프 공동선거대책위원회 위원장
- 제18대 국회의원 선거 한나라당 중앙선거대책위원회 위원장
- 한나라당 대표최고위원
- 여의도연구원 이사장
- 제18대 국회 후반기 국회의장
- 건국대학교 법학전문대학원 석좌교수
- 새누리당 상임고문
- 제21대 대통령 선거 국민의힘 김문수 대통령 후보 자문 및 보좌 기관 상임고문역

## 역대 선거 결과
|  | 52.93% |

|  | 60.22% |

|  | 75.83% |

|  | 59.63% |

|  | 53.50% |

|  | 38.13% |

## 소속 정당
| 소속 정당 | 소속 정당  | 소속 기간 | 비고           |
| --------- | ---------- | --------- | -------------- |
|           | 민주정의당 | 1988~1990 | 정계 입문      |
|           | 민주자유당 | 1990~1995 | 합당           |
|           | 신한국당   | 1995~1997 | 당명 변경      |
|           | 한나라당   | 1997~2010 | 합당           |
|           | 무소속     | 2010~2012 | 탈당           |
|           | 새누리당   | 2012~2017 | 복당 정계 은퇴 |
|           | 무소속     | 2017~현재 | 제명           |

## 같이 보기
- 남해군·하동군 (1988년 선거구)
- 남해군의 국회의원
- 하동군의 국회의원
- 양산시 (선거구)
- 양산시의 국회의원
- 대한민국의 법무부 장관
- 대한민국의 국회부의장
- 대한민국의 국회의장